# 賽車之後
《賽車之後》（After the Race），是愛爾蘭作家詹姆斯·喬伊斯在1914年出版的短篇小說集《都柏林人》（Dubliners）內的一篇短篇小說。
故事內容是一位學院學生吉米（Jimmy Doyle）試著去適應他那位有錢的朋友。